# Konstsim vid världsmästerskapen i simsport 2025 – Herrarnas tekniska soloprogram
Herrarnas tekniska soloprogram i konstsim vid världsmästerskapen i simsport 2025 avgjordes den 19 juli 2025 i World Aquatics Championships Arena i Singapore.

## Resultat
Finalen startade klockan 14:02.
| Placering | Simmare                 | Nationalitet         | Poäng    |
| --------- | ----------------------- | -------------------- | -------- |
| 1         | Aleksandr Maltsev       | Neutrala idrottare B | 251,7133 |
| 2         | Dennis González         | Spanien              | 241,1667 |
| 3         | Diego Villalobos        | Mexiko               | 238,1600 |
| 4         | Guo Muye                | Kina                 | 235,0725 |
| 5         | Ranjuo Tomblin          | Storbritannien       | 228,4316 |
| 6         | Filippo Pelati          | Italien              | 228,0800 |
| 7         | Gustavo Sánchez         | Colombia             | 225,1908 |
| 8         | Nicolás Campos          | Chile                | 220,6167 |
| 9         | Eduard Kim              | Kazakstan            | 217,7084 |
| 10        | Marios Kritsas          | Grekland             | 195,2258 |
| 11        | David Martinez          | Sverige              | 195,0033 |
| 12        | Kantinan Adisaisiributr | Thailand             | 192,4416 |
| 13        | Bernardo Barreto        | Brasilien            | 186,4083 |